# Hirondelle baie
Cecropis badia
Espèce
Synonymes
- Cecropis striolata badia
- Hirundo badia
- Hirundo striolata badia

L'Hirondelle baie (Cecropis badia) est une espèce de passereau de la famille des Hirundinidae.
Cet oiseau vit à travers la péninsule Malaise.
Elle était considérée jusqu'à récemment comme une sous-espèce de Cecropis striolata.